# Campeonato Mundial de Atletismo em Pista Coberta de 2016 - 3000 m masculino
A prova dos 3000 metros masculino do Campeonato Mundial de Atletismo em Pista Coberta de 2016 ocorreu entre 18 e 20 de março em Portland, nos Estados Unidos.

## Recordes
Antes desta competição, os recordes mundiais e do campeonato nesta prova eram os seguintes:
|    | Nome               | Nacionalidade | Tempo     | Local              | Data                   |
| -- | ------------------ | ------------- | --------- | ------------------ | ---------------------- |
| WR | Daniel Komen       | Quênia        | 7m 24s 90 | Budapeste, Hungria | 6 de fevereiro de 1998 |
| CR | Haile Gebrselassie | Etiópia       | 7m 34s 71 | Paris, França      | 9 de março de 1997     |

## Medalhistas
| Ouro                 | Prata           | Bronze                        |
| Yomif Kejelcha (ETH) | Ryan Hill (USA) | Augustine Kiprono Choge (KEN) |

## Resultados

### Eliminatórias
Qualificação: 4 atletas de cada bateria  (Q) mais os 4 melhores qualificados (q).  
| Colocação | Bateria | Nome                    | Nacionalidade  | Tempo         | Notas |
| --------- | ------- | ----------------------- | -------------- | ------------- | ----- |
| 1         | 1       | Yomif Kejelcha          | Etiópia        | 7 min 51 s 01 | Q     |
| 2         | 2       | Abdalaati Iguider       | Marrocos       | 7 min 51 s 65 | Q     |
| 3         | 1       | Augustine Kiprono Choge | Quênia         | 7 min 51 s 77 | Q     |
| 4         | 1       | Youssouf Hiss Bachir    | Djibuti        | 7 min 52 s 08 | Q     |
| 5         | 1       | Ryan Hill               | Estados Unidos | 7 min 52 s 13 | Q     |
| 6         | 2       | Isiah Kiplangat Koech   | Quênia         | 7 min 52 s 64 | Q     |
| 7         | 2       | Paul Kipkemoi Chelimo   | Estados Unidos | 7 min 53 s 00 | Q     |
| 8         | 2       | Lee Emanuel             | Reino Unido    | 7 min 53 s 18 | Q, SB |
| 9         | 2       | Caleb Mwangangi Ndiku   | Quênia         | 7 min 53 s 21 | q     |
| 10        | 1       | Brett Robinson          | Austrália      | 7 min 53 s 51 | q     |
| 11        | 2       | Yenew Alamirew          | Etiópia        | 7 min 53 s 65 | q     |
| 12        | 2       | Mohammed Ahmed          | Canadá         | 7 min 53 s 66 | q     |
| 13        | 2       | Collis Birmingham       | Austrália      | 7 min 54 s 51 | SB    |
| 14        | 1       | Cameron Levins          | Canadá         | 7 min 54 s 81 |       |
| 15        | 1       | Tom Farrell             | Reino Unido    | 7 min 59 s 77 |       |
| 16        | 1       | Kemoy Campbell          | Jamaica        | 8 min 00 s 22 |       |
| 17        | 2       | Víctor García           | Espanha        | 8 min 25 s 62 |       |
| 18        | 1       | Adilet Kyshtabekov      | Quirguistão    | 8 min 44 s 77 |       |

### Final
A final ocorreu dia 20 de março. 
| Colocação         | Nome                    | Nacionalidade  | Tempo         | Notas |
| ----------------- | ----------------------- | -------------- | ------------- | ----- |
| Medalha de ouro   | Yomif Kejelcha          | Etiópia        | 7 min 57 s 21 |       |
| Medalha de prata  | Ryan Hill               | Estados Unidos | 7 min 57 s 39 |       |
| Medalha de bronze | Augustine Kiprono Choge | Quênia         | 7 min 57 s 43 |       |
| 4                 | Abdalaati Iguider       | Marrocos       | 7 min 58 s 04 |       |
| 5                 | Caleb Mwangangi Ndiku   | Quênia         | 7 min 58 s 81 |       |
| 6                 | Lee Emanuel             | Reino Unido    | 8 min 00 s 70 |       |
| 7                 | Paul Kipkemoi Chelimo   | Estados Unidos | 8 min 00 s 76 |       |
| 8                 | Isiah Kiplangat Koech   | Quênia         | 8 min 01 s 70 |       |
| 9                 | Mohammed Ahmed          | Canadá         | 8 min 07 s 96 |       |
| 10                | Youssouf Hiss Bachir    | Djibuti        | 8 min 08 s 87 |       |
| 11                | Brett Robinson          | Austrália      | 8 min 11 s 11 |       |
| 12                | Yenew Alamirew          | Etiópia        | 8 min 12 s 54 |       |

Legenda
| Recorde mundial       | Recorde mundial (World record)               |                       | Recorde africano                      | Recorde africano (African) |                                           | Q | Classificado por posição (Qualified) |
| Recorde do campeonato | Recorde do campeonato (Championship record)  | Recorde da América    | Recorde da América (Americas)         | q                          | Classificado por melhor tempo (Qualified) |   |                                      |
| Melhor marca do ano   | Melhor marca do ano (World leading)          | Recorde asiático      | Recorde asiático (Asian)              | DNS                        | Não largou (Did not start)                |   |                                      |
| Recorde nacional      | Recorde nacional (National record)           | Recorde europeu       | Recorde europeu (European)            | DNF                        | Não terminou (Did not finish)             |   |                                      |
| Recorde pessoal       | Recorde pessoal do atleta (Personal best)    | Recorde da Oceania    | Recorde da Oceania (Oceania)          | DSQ / DQ                   | Desclassificado (Disqualified)            |   |                                      |
| Recorde da temporada  | Recorde da temporada do atleta (Season best) | Recorde sul-americano | Recorde sul-americano (South America) | NM                         | Sem marca (No mark)                       |   |                                      |